# Virelay
Un virelay (pl. «virelayes» o «virelais») es una forma poética medieval, frecuentemente musicada. Es una de las tres formes fixes (formas fijas, las otras eran la balada y el rondó), y fue una de las métricas más comunes en Europa desde la segunda mitad del del siglo XIII hasta finales del XV.

Esquema estructural del virelay

La palabra «virelay» procede del francés virer (‘girar’) + lai (‘lay’).
Un virelay es una forma musical similar a un rondó, y también semejante al zéjel hispanoandalusí. Consta de un estribillo más o menos extenso que alterna con varias estrofas divididas en dos secciones: la primera sección (A) se subdivide a su vez en dos mitades, llamadas mudanzas, con la misma estructura métrica que se cantan con la misma melodía, variando a veces el final para terminar con dos cadencias distintas, llamadas «final abierto» y «final cerrado». La segunda sección (B) de cada estrofa, llamada vuelta, repite la estructura métrica del estribillo y se canta con la misma melodía, sirviendo así de engarce musical. Las estrofas tienen, pues, forma AAB, llamada «forma bar». Cada estrofa tiene dos rimas, y la rima final se recupera como rima inicial de la estrofa siguiente. La estructura musical subyacente es también un casi invariable AbbaA, con la primera y última secciones compartiendo la misma letra. Es la misma forma que la ballata italiana.
La forma del virelay la encontramos en la música francesa desde los últimos troveros, pasando por el Ars Nova, hasta los compositores franco-flamencos del siglo XV. La ballata italiana fue utilizada por los compositores del Trecento, especialmente Francesco Landini. Uno de los compositores más célebres de virelayes es Guillaume de Machaut (1300-1377), que también escribía las letras. Se conservan 33 composiciones suyas en esta forma. Otros compositores de virelayes son Jehan de Lescurel, uno de los más tempranos (m. 1304), y Guillaume Dufay (c. 1400-1474), uno de los más tardíos.
Hacia la mitad del siglo XV la forma poética se había alejado mucho de la musical, y se escribían numerosos virelayes (así como baladas y rondós) sin intención de que fueran musicados; o bien la mayoría de sus partituras se han perdido.
La misma forma musical aparece con frecuencia en las Cantigas de Santa María, casi siempre con la forma métrica del zéjel, y es la base también de los villancicos polifónicos de los siglos XV y XVI.
El virelai como forma de canción del siglo XIV y principios del XV suele tener tres estrofas, y un estribillo que se enuncia antes de la primera estrofa y de nuevo después de cada una. Dentro de cada estrofa, la estructura es la de la forma de compás, con dos secciones que comparten las mismas rimas y música (Stollen), seguidas de una tercera (Abgesang). La tercera sección de cada estrofa comparte sus rimas y música con el estribillo.

## Ejemplo
«Douce Dame Jolie» de Guillaume de Machaut

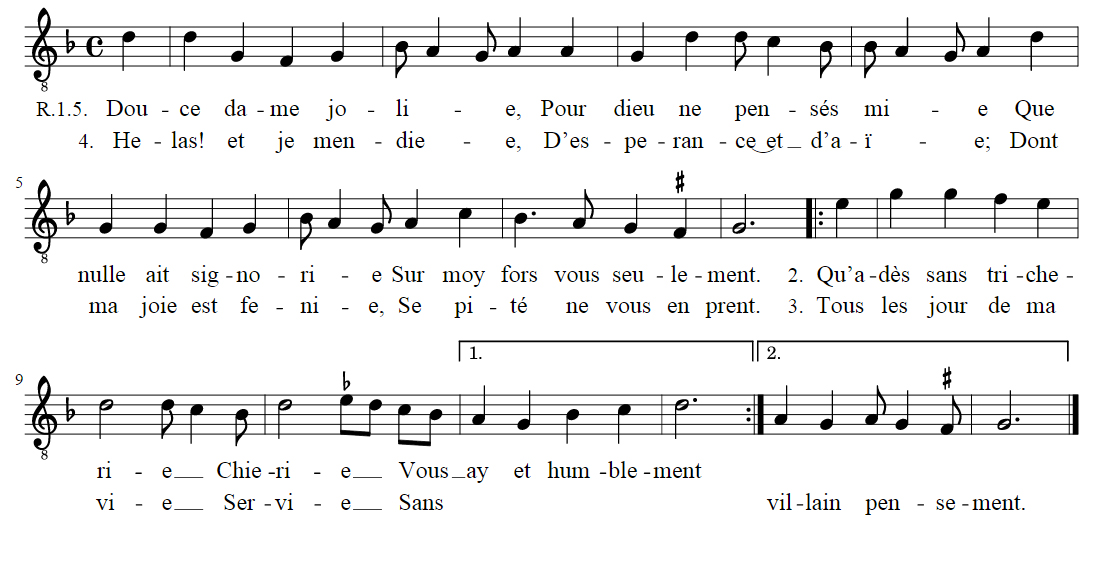
"Douce Dame Jolie", partitura de un virelay del compositor y poeta Guillame de Machaut. Siglo XIV.

Douce dame jolie, 
Pour dieu ne pensés mie 
Que nulle ait signorie 
Seur moy fors vous seulement. 
Qu'adès sans tricherie 
Chierie 
Vous ay et humblement 
Tous les jours de ma vie 
Servie 
Sans villain pensement. 
Helas! et je mendie 
D'esperance et d'aïe; 
Dont ma joie est fenie, 
Se pité ne vous en prent. 
Douce dame jolie, 
Pour dieu ne pensés mie 
Que nulle ait signorie 
Seur moy fors vous seulement.